# Рудолф Шиндлер (архитекта)
Рудолф Мајкл Шиндлер (енгл. Rudolph Michael Schindler; Беч, 1887 – Лос Анђелес, 1953) био је аустријско-амерички архитекта, чија су најважнија дела изграђена у или близини Лос Анђелеса, од почетка до средине XX века. 
Шиндлер је радио и сарађивао са различитим стручњацима тог доба, али се он обично сврстава у крило модерног покрета у архитектури. Међутим, његова оригинална употреба сложених тродимензионалних облика, топлих материјала и упечатљивих боја, као и његова способност успешног рада у уским буџетима, сврстале су га међу истинске уметнике архитектуре с почетка двадесетог века. Рајнер Банхам је рекао да је Шиндлер пројектовао "као да никада раније није било кућа." 

## Рана историја
Рудолф М. Шиндлер рођен је 10. септембра 1887. године у јеврејској породици средње класе у Бечу уАустрији . Отац му је био занатлија и увозник а мајка кројачица. Похађао је царску и краљевску гимназију од 1899. до 1906. године, а потом се уписао на Бечки технички универзитет, пре него што је прешао на Бечку Академију ликовних уметности или Wagnerschule, где 1911. дипломира архитектуру. Из непознатих разлога, његова породица је 1901. променила презиме из 'Шлезингер' у 'Шиндлер'. 
Највише утицаја на Шиндлера имао је професор Карл Коних, упркос присуству многих познатих професора као што су Ото Вагнер или Адолф Лоос. 1911. године Рудолф Шиндлер упознаје се са делима Франк Лојд Рајта кроз утицајни Вазмут Портфолио. 
Пре него што ће дипломирати 1913. године, Шиндлер 1912. упознаје свог дугогодишњег пријатеља и колегу Рихарда Нојтру. Њихове ће каријере ићи паралелно: обојица ће отићи у Лос Анђелес преко Чикага, биће препознати као веома важни рани модернисти који стварају нове стилове прилагођене калифорнијској клими, а понекад ће обојица радити и за исте клијенте. У једном тренутку, они и њихове супруге, делиће исту канцеларију и стамбени простор, који је Шиндлер дизајнирао као његов кућни студио. 

## Почеци професионалне каријере
Од септембра 1911. до фебруара 1914. године, Шиндлер ће стицати искуство у фирми Ханс Мајр и Теодор Мајер, а потом одлази у Чикаго и запошљава се у фирми 'Отенхајмер, Штерн и Рајхерт' (ОСР), прихватајући и смањење плате у том прогресивном америчком граду, који је био дом и Френка Лојда Рајта. За разлику од Њујорка, који је посетио успут и који му је деловао препуно, непривлачно и комерцијално, Чикаго му је, с друге стране, био много привлачнији, с мање гужве и давао му је директан приступ архитектонским делима Хенрија Хобсона Ричардсона, Луиса Саливана и Френка Лојда Рајта. . 

## Остваривање контакта са Рајтом
Шиндлер је наставио тражити контакт са Рајтом, пишући му писма упркос свом ограниченом знању Енглеског језика. Они ће се коначно упознати 30. децембра 1914. године. Али, Рајт је у том периоду оптерећен мањком посла и још увек се борио с трагичним догађајима из Спринг Грина (држава Винсконсин), где му је запаљена вила Талиесин и убијена љубавница Мама Бортвик, те Шиндлеру не нуди посао. Шиндлер ће наставити да ради за ОСР, путује и стручно се усавршава, посебно се упознајући са раним радовима Eрвинга Гила (Irving Gill).
Рајт је успео запослити Шиндлера након што добија провизију за Хотел Империал у Токију, велики пројекат који задржава архитекту у Јапану неколико година. Шиндлерова улога била је да настави Рајтове послове у Америци за време његовог одсуства, радећи из Рајтовог студија у Оук Парку. Шиндлер се 1919. упознаје и жени са Паулином Гиблинг (1893–1977), а 1920. године Рајт га позива у Лос Анђелес да заједно раде на пројекту куће Барнсдал (Hollyhock House) за Алин Барнсдал, богату наследницу нафтне компаније Барнсдал, у Источном Холивуду. 
Шиндлер ће у Лос Анђелесу бити ангажован да уради дизајне за неколико приватних наруџби, и тада ће завршити, како многи сматрају, његов најлепши објекат- Кингс Роуд Хаус, такође позната као Шиндлерова кућа или Шиндлер- Чејс кућа, канцеларија и кућа одн. пословно- стамбени приватни објекат за два професионална пара до краја пролећа 1922. године. Један од тих парова били су он и његова супруга. 
Током тог времена, појављују се пукотине у односу Шиндлер- Рајт. Шиндлер се оправдано жалио да је експлоатисан и недовољно плаћен, пошто је осим архитектонских послова и пројектовања, водио и друге Рајтове послове, попут изнајмљивања његових кућа у Оук Парку. 
Од свих кућа које је Рајт изградио у овом периоду, Холихок Хаус (Барнсдал кућа) је несумњиво била најзначајнија, за коју је Шиндлер урадио већину цртежа и чију је изградњу надгледао, док је Рајт још увек био у Јапану. Клијенткиња Алин Барнсдал, изабрала је Шиндлера за свог архитекту, који ће урадити низ других мањих пројеката за њу на Олив Хилу и спектакуларну 'прозрачну кућу' на плажи 1927. године, која остаје један од великих незавршених пројеката двадесетог века . 
Док је Шиндлер 1929. године конкурисао за лиценцу у Лос Анђелесу, споменуо је свој опсежни рад на архитектонским и структуралним плановима хотела Империал у Токију. Рајт је, међутим, одбио да потврди ове тврдње. На крају је спор око тога чији рад је био чији, ескалирао, све док Шиндлер није издао летак за низ разговора са Рихардом Нојтром, описујући себе да је био "руководилац архитектонског бироа Френк Лојд Рајта две године за време његовог одсуства". Рајт је ове наводе одбио, па се њих двојица разилазе 1931. и нису се помирили све до 1953. мање од годину дана пре Шиндлерове смрти. 

## Самостални рад
Шиндлерове ране објекте карактерише бетонска конструкција, као на пример: Кућа Кингс Роуд (The Kings Road House), Дуплекси Пуебло Рибера (Pueblo Ribera Court), кућа Ловел Бич (Lovell Beach House), кућа Волфе (Wolfe House) и кућа Хов (How House). 
Кућа Кингс Роуд дизајнирана је као студио и дом за Шиндлера, његову супругу и њихове пријатеље Клајда и Маријана ДаКамара Чејса. Основа куће настала је из понављања и међусобног комбиновања слова L. Главна градитељска карактеристика ове куће јесте да су сви бетонски панели изливени на лицу места у оплатном систему (tilt-up slab system), који су се супротставили 'отвореним' зидовима од секвоје и стакла. Кућа Кингс Роуд је постала симбол Шиндлерове архитектуре. 
У потрази за стварањем јефтиније архитектуре, Шинлдер напушта бетон и окреће се ка гипсано- оплатном систему. Овај тип конструкције постаје карактеристичан за његов рад током 30-их и 40-их година XX века, али његов интерес за форму и простор остаје непромењен. Кућа Родригез у Глендејлу (The Rodriguez House) појављује се 2008. у филму 'Ананас експрес' (Pineapple Express) Дејвида Гордона Грина.
Развио је сопствени платформа оквирни систем- Шиндлер оквир (Schindler Frame) 1945. године. Његови каснији радови користе опсежно овај систем као основу за експериментисање. 

## Препознавање Шиндлеровог рада
Шиндлерови рани радови, као што су куће Кингс Роуд и Ловел Бич, углавном су прошли незапажено у ширем архитектонском свету. Колико год били рани и радикални за модернизам, можда су били превише различити за препознатљивост, јер Лос Анђелес није био значајна локација на архитектонској мапи. Шиндлер није био укључен у веома утицајну изложбу Интернационалног стила из 1932. године, док је Рихард Нојтра погрешно означен као Аустријанац који је радио на Хотелу Империал у Токију са Ф. Л. Рајтом. 
Главни помен Шиндлеровог рада долази кроз изложбу Естер МекКој 'Пет калифорнијских архитеката' (Five California Architects) 1960. Његов рад пролази кроз неку врсту савремене ревалоризације, због његове инвентивности, карактера и формалних квалитета, и због чега су његови дизајни постали познати новој генерацији архитеката. 
Апартмане Макеј (The Mackey Apartments) и резиденцију Шиндлер (Schindler Residence) одржавају Пријатељи куће Шиндлера и МАК центар (Аустријски музеј примењене уметности / Савремене уметности, Беч).  МАК Центар, преко аустријског федералног Министарства уметности, културе, државне службе и спорта (Bundesministeriums für Kunst, Kultur, öffentlicher Dienst und Sport), даје полугодишње стипендије за младе архитекте и уметнике, који бораве у Макеј апартманима.

## Одабрани пројекти (постојећи)
- 1922 – Schindler House, 835 North Kings Road, Вест Холивуд, Калифорнија.[7]
- 1922-1926 – Lovell Beach House, Њупорт Бич, Балбоа полуострво, Калифорнија. [8][9]
- 1923 – El Pueblo Ribera Court, Ла Хољa, Калифорнија.[10]
- 1925 – How House for James Eads How, Силвер Лејкс, Лос Анђелес, Калифорнија.[11]
  - City of Los Angeles Historic-Cultural Monument #895
- 1926 – Manola Court apartment building for Herman Sachs, Еџклиф Драјв, Лос Анђелес, Калифорнија.
- 1928 – Wolfe House, Aвалон, острво Каталина, Калифорнија (срушена 2002.).
- 1928-1952 – Samuel Freeman House (два апартмана за госте са намештајем), Холивуд Хајтс, ЛА, Калифорнија.
- 1930 – R. E. Elliot House, Њудејл Драјв, Лос Анђелес.
  - City of Los Angeles Historic-Cultural Monument #690
- 1933 – W. E. Oliver House, Micheltorena Street, ЛА, Калифорнија.
- 1933 – The Rainbow Ballroom, Денвер, (види Verne Byers).
- 1934 – J. J. Buck House, Genesee Street, ЛА, Калифорнија.
  - City of Los Angeles Historic-Cultural Monument #122
- 1934 – Bennati A-Frame house, Ероухед Лејк, Калифорнија.
- 1935 – DeKeyser Duplex, Hollywood Heights, ЛА, Калифорнија.[12]
- 1937 – H. Rodakiewicz House, ЛА, Калифорнија.
- 1938 – Bubeshko Apartments, Лос Анђелес, Калифорнија.[13][14]
  - City of Los Angeles Historic-Cultural Monument #831
  - 2017 Docomomo награда за изванредну рестаурацију.[15]
- 1938 – Wilson House, Лос Анђелес, Калифорнија.
  - City of Los Angeles Historic-Cultural Monument #965
- 1939 – Mackey Apartments, South Cochran Avenue, ЛА, Калифорнија.
- 1940 – Van Dekker House, Вудленд Хилс, Калифорнија.[16]
- 1940 – House on Ellis Avenue, Инглвуд, Калифорнија. [17][18]
- 1940 – S. Goodwin House, Студио Сити, ЛА, Калифорнија.
- 1944 – Bethlehem Baptist Church, 4900 S. Compton Ave. ЛА, Калифорнија.
- 1948 – Laurelwood Apartments, Студио Сити, Лос Анђелес, Калифорнија.
  - City of Los Angeles Historic-Cultural Monument #228[19]
- 1950 – Tischler House, ЛА, Калифорнија.
  - City of Los Angeles Historic-Cultural Monument #506
- 1952 – Schlesinger House, ЛА, Калифорнија.

## Цитати
"Не можете ли ми дати два реда, само два реда препоруке, без икаквих алузија "како је шеф сјајан човек" и какве су то ситне рибе у поређењу" — Шиндлер Рајту док је покушавао да поднесе захтев за лиценцу архитекте.
"Драгом Рудолфу Шиндлеру: ... Примио сам писмо од одбора с питањем да ли сте ви урадили дизајне за мене. Одговор на то је: - Не, нисте. Нико не дизајнира за мене. Понекад ако имају среће, или ако ја имам среће, раде их са мном. . . . Ипак, верујем да сте ви сада компетентни за пројектовање изузетно добрих зграда. Верујем да све што бисте замислили, сврстало се у то да нови посао који се обавља у земљи вреди поштовања. " — Рајт Шиндлеру, јули 1929.
„Ви сте је додатно назвали изложбом „Калифорнијски архитекти“. Сада је она постала једна од 'Нојтра и други'. Прилично сам вољан дати Нојтри круну због његове способности за публицитетом, али нисам вољан пловити под његовом заставом као архитекта. " — Шиндлер госпођи Франтл у МОМА-и као одговор на предстојећу изложбу у септембру 1935. године.
"Сматрам себе првим и још увек једним од ретких архитеката који су свесно одустали од стилске скулптуралне архитектуре да би развијали простор као медијум уметности. . . . Верујем да сам једини, поред Френк Лојд Рајта, архитекта у САД који је постигао посебну локалну и личну форму језика” — Шиндлер Елизабети Мок у МОМА-и, август 1943.
"Изградио је поприличан број зграда у Лос Анђелесу и око њега, које изгледају примамљиво са становишта дизајна, а нисам чуо ни за једну од њих да се срушила.” — Ф.Л. Рајт
"Има добар ум, благу нарав и верујем сасвим частан. Лично, иако је изразити индивидуалиста он није прекомерни ексцентрик, и зато га ја као и многи други, јако волим' — Ф. Л. Рајт
"Лично, ценим Рудолфа. Он је непоправљиви боем и не дозвољава лосанђелеским берберима да му огуле кожу с врата. Он има посебно једноставне и ефикасне идеје у вези са својим личним понашањем. Верујем и да је способан као уметник. Приметио сам да је превише самозадовољан и стога веома рђав настојник. Објекти које је недавно саградио у Лос Анђелесу су добро пројектовани, али лоше изведени. Претпостављам да се покушава превише дати својим клијентима за њихов новац. Требало би рећи да је то била његова екстремна грешка у овим околностима труда да сагради те објекте.” — Френк Лојд Рајт.
„Рудолф је био стрпљив асистент који је изгледао врло свестан важности онога што сам тада радио. Његово симпатично поштовање никада није опало. Његови таленти били су адекватни било којим захтевима које сам му поставио. ” — Рајт на Шиндлеровој меморијалној изложби 1954. године.